# Numero di Ruark
Il numero di Ruark (simbolo Ru) è un numero adimensionale utilizzato in meccanica dei fluidi e in particolare nello studio della cavitazione.

## Definizione matematica
Si definisce come:
{\displaystyle \mathrm {Ru} ={\frac {\rho u^{2}}{p}}}
dove:
- ρ rappresenta la densità;
- u la velocità;
- p la pressione.

## Interpretazione fisica
Il numero di Ruark è proporzionale al rapporto tra le forze di inerzia del fluido e le forze di pressione del fluido. Inoltre è pari all'inverso del numero di Eulero.